# Der Aufruhr um den Junker Ernst

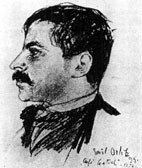
Jakob Wassermann * 1873 †1934

Der Aufruhr um den Junker Ernst ist eine historische Erzählung von Jakob Wassermann. Im Herbst 1925 und Winter 1925/26 geschrieben, erschien die Novelle im Frühjahr 1926 im Berliner S. Fischer Verlag.
Junker Ernst gewinnt während des Dreißigjährigen Krieges als Märchenerzähler in Würzburg und Umgebung zahlreiche Anhänger. Diese befreien ihn aus den Klauen der Inquisition.
Eine Zahl in runden Klammern verweist auf die Seite in der Quelle oder in der Literaturstelle.

## Figuren
- Junker Ernst von Ehrenberg (165)
  - Freifrau Theodata von Ehrenberg (5), seine Mutter
  - Bischof Philipp Adolph von Würzburg (5), sein Onkel
- Jesuitenpater Gropp, Untergebener und rechte Hand des Bischofs, Richter in allen Prozessen wider die Hexen und Magier (10)
- Lenette, Kinderfrau des Junkers
- Magister Molitor (58), Erzieher des Junkers
  - Propst Lieblein, sein Würzburger Freund
- Pater Friedrich Spe, Jesuit (98)

## Zeit und Ort
Die Erzählung handelt auf dem fiktiven Schloss Ehrenberg und in Würzburg innerhalb der Amtszeit des Bischofs Philipp Adolph von Würzburg (1623 bis 1631). Nach dem Tode des Bischofs (1631) war Schluss mit den Hexenprozessen in Würzburg. Jakob Wassermann schreibt (117, 119), Schloss Ehrenberg läge nördlich von Würzburg bei Rimpar.

## Handlung
Im Alter von sechs Jahren schon wird Junker Ernst Halbwaise. Die Mutter kann es nicht verwinden, dass der Sohn mehr an dem unholdischen Vater (35) hing als an ihr. Dem Ehegefängnis unverhofft entronnen, überlässt die Unstete den Jungen der alten Kinderfrau Lenette auf Schloss Ehrenberg und zieht von einer Verwandtschaft zur nächsten jahrelang quer durchs Reich. Magister Molitor übernimmt unterdessen daheim die Erziehung des Edelmannssohns (58), duldet widerstrebend die Neigung des phantasiebegabten Junkers zum Fabulieren. Junker Ernst hält es auf dem Schloss nicht aus. Er wandert in den benachbarten Dörfern herum und erzählt den Kindern Märchen. Als die Mutter schließlich von ihren Reisen nach Schloss Ehrenberg zurückkehrt, bittet sie ihren Schwager, den Bischof von Würzburg, um finanzielle Unterstützung. Der geizige Bischof hat nie viel von der verarmten Freifrau gehalten. Als er zu einem angekündigten Besuch auf Schloss Ehrenberg erscheint, um auch mit dem inzwischen 15-jährigen Junker Ernst zu sprechen, ist dieser gerade wieder in den Dörfern. Ungehalten erkundigt sich der Besuch bei dem Erzieher Magister Molitor nach dem Junker. Molitor, in die Enge getrieben, gibt Antworten, die Wasser auf die Mühle des Jesuitenpaters Gropp sind. Der Pater, Richter in Würzburger Hexenprozessen, begleitet den Bischof.
Als Junker Ernst nach Hause kommt, findet der Bischof Gefallen an dem Jungen und nimmt ihn mit nach Würzburg. Dort kleidet der auf einmal freigebige Bischof den Junker ein. Pater Gropp, vor dem sich sogar der Bischof fürchtet, hat ein Ohr für das hexische Geplapper (75) des Junkers. Der Junge schaut mit dem uralten Staunen der Arglosen (76) in die granitenen Züge (75) des Hexenverfolgers und spürt zum erstenmal Menschenfurcht (76). Trotz Verbots entfernt sich Junker Ernst regelmäßig aus dem alten Palast des Bischofs, um den Würzburger Kindern seine Märchen zu erzählen, um die Müden zu bewegen und die Bedrückten zu erheben (84). Der Bischof kann die Gesellschaft seines Neffen nicht mehr missen (76), und er belauscht des Nachts den Schlummernden sogar mehrfach in seinem Schlaf (88). Pater Gropp lässt nicht locker. Junker Ernst soll ihm gestehen, ob er mit den bösen Geistern Umgang hat, von denen er in seiner Wortlüsternheit immerfort erzählt (96). Gropp will dem Märchenerzähler den Prozess machen und fordert vom vorgesetzten Bischof den schriftlichen Befehl. Der Bischof zaudert, will den Junker entführen lassen, aber Gropp trifft Vorkehrungen. Schließlich kommen Bischof und Pater überein – der Junker Ernst ist nur ein dämonisches Gespenst mit dem Schein der Leiblichkeit (106). Der Bischof unterschreibt.
Die Nachricht von der Gefangensetzung des Junkers wegen Zauberei (112) verbreitet sich wie ein Lauffeuer und erreicht auch Schloss Ehrenberg. Die Freifrau macht sich mit Lenette auf den Weg, dringt zum Bischof vor und fordert ihren Sohn zurück. Die Mutter droht dem Schwager: Sonst künd ich vor allem Volk, daß Ihr mit dem Teufel im Bunde seid (125). Die Freifrau wird, der Hexerei verdächtig, eingekerkert und im Beisein des Sohnes peinlich befragt, d. h. gefoltert.
Magister Molitor erwirkt über seinen Freund, den Propst Lieblein, dass Pater Spe den Junker im Kerker aufsuchen darf. Allmählich kommen sich die beiden näher. Der Pater hat während des Dreißigjährigen Krieges, Mainfranken durchwandernd, viel Kriegsgeißel, Pest, Verblendung und Glaubenseiferer (142) erleben müssen. Zurückblickend auf sein Märchenerzählen muss Junker Ernst zugeben: Ich hab nichts gewußt von den Menschen (145). Aber gerade diese Menschen, Kinder. Die Tausende und Tausende (149) ziehen gen Würzburg und befreien ihren Märchenerzähler und seine gepeinigte, standhaft gebliebene Mutter mit Knütteln (160). Der Bischof, der den Neffen nie auf den Scheiterhaufen schicken wollte, der aus Würzburg geflüchtet war, nachdem er erkennen musste, dass auch er selber der Hexerei bezichtigt werden konnte, hatte Gropp den Befehl erteilt, alle der Hexerei Angeklagten aus dem Kerker zu entlassen. Gropp hatte sich widersetzt. Er wollte den Junker Ernst noch in der Nacht mit dem Schwert richten lassen (155).
Die erste Botschaft des befreiten Junker Ernst an seine Befreier kann verstanden werden als Absage an das Märchenerzählen: Bald will der Junker den Anhängern eine wahre, d. h. seine, Lebensgeschichte erzählen (165).

## Zitate
Alles hat seine Zeit, die Wonne ihre und der Jammer seine (65).
Schlechtes Gewissen macht schlecht (116).

## Selbstzeugnis
Der Autor sieht die Erzählung im Rückblick auf seine Kindheit sowie seine frühen Prosawerke. Mit der Fabulierfreude des Junkers habe er sich auch an sich selbst erinnert – an seinen anscheinend angeborenen unschuldigen Trieb der Geschichtenfabrikation.

## Rezeption
De Mendelssohn verweist auf die autobiographischen Züge (172) der Novelle sowie auf die Erkenntnis des jungen Jakob Wassermann, daß sich mit Worten die fränkische Heimat unverlierbar gestalten lässt (170).